# Powszechny strajk rolny w Wielkopolsce (1922)
Powszechny strajk rolny – strajk powszechny, który miał miejsce w Wielkopolsce w dniach 2–14 sierpnia 1922.
Strajk zorganizowany został przez Klasowy Związek Zawodowy Robotników Rolnych i Leśnych, wcześniej nastawiony ugodowo wobec rządu. Miał podłoże płacowe. Objął około 100 tysięcy osób, czyli ponad ¾ robotników kontraktowych zatrudnionych w rolnictwie, zwłaszcza w wielkich majątkach. Przeprowadzony został w czasie żniw, co miało zaostrzyć jego skutki. Napotkał zmasowaną akcję antystrajkową zorganizowaną przez rząd, wspierany przez oficjalną prasę, właścicieli ziemskich i kler. Na wsie wysyłano karne ekspedycje wojskowe, strzelano do strajkujących i umieszczano ich w więzieniach. Wojsko utworzyło tzw. Oddziały Asystencyjne. Zginęła bliżej nieokreślona liczba ludzi (od 14 do kilkudziesięciu robotników), a około 60 zostało rannych. Kilkaset osób straciło wolność. Do pacyfikacji strajkujących używano też sił lokalnych złożonych z chłopów indywidualnych. Aby świecić przykładem na pola wyruszali sami właściciele ziemscy i księża. List potępiający strajkujących wystosował biskup pomocniczy poznański Stanisław Kostka Łukomski. Do pomocy udawali się urzędnicy, studenci, kupcy, rzemieślnicy i zmobilizowana młodzież. Najczęściej zawierano umowy z rolnikami indywidualnymi na zbiór zbóż, jako wynagrodzenie przekazując część zbioru (np. w rejonie rawickim była to jedna na pięć zwiezionych fur).
Ostatecznie strajk zakończył się niepowodzeniem robotników rolnych. Powrócili oni do pracy bez osiągnięcia celów płacowych. Po zakończeniu akcji zdarzały się przypadki bojkotu przez robotników sklepów prowadzonych przez kupców pomagających w zbiorach.